# Astrid Ridge
Astrid Ridge är en undervattensås i Antarktis. Den ligger i havet utanför Östantarktis. Norge gör anspråk på området.